# Ravi Shankar
Ravi Shankar, KBE (în bengaleză: রবি শংকর, AFI: [ˈrɔbi ˈʃɔŋkɔr], n. 7 aprilie 1920 - d. 11 decembrie 2012) a fost un muzician și compozitor indian, un virtuoz al sitarului, un instrument muzical indian tradițional cu coarde ciupite. A fost descris ca cel mai cunoscut muzician indian contemporan. Ravi Shankar a contribuit la sporirea popularității muzicii indiene în lume, fiind maestrul lui George Harrison, chitaristul solo al formației Beatles, când acesta a învățat să cânte la sitar.
La rugămintea lui Shankar, George Harrison a organizat Concertul pentru Bangladesh (de fapt două concerte consecutive), primul eveniment caritabil rock de largă anvergură, în care muzicieni precum Harrison, Ringo Starr, Eric Clapton și Bob Dylan au cântat în New York pro bono, pentru a ajuta sinistrații din Bangladesh. Ambele concerte au fost precedate de o parte separată, în cadrul căreia Shankar și acompaniatorii săi au interpretat muzică tradițională indiană. La începutul unuia dintre cele două concerte, după ce acordase sitarul, a primit aplauze, replicând cu umor publicului: „Vă mulțumesc, dacă v-a plăcut acordarea așa de mult, sper că o să vă placă muzica mai mult”.
Shankar este tatăl instrumentistei Anoushka Shankar și al cantautoarei Norah Jones.